# Sergio Rodríguez (wielrenner)
Sergio Rodríguez Reche (Pamplona, 22 februari 1992) is een Spaans wielrenner die anno 2019 rijdt voor Euskadi Basque Country-Murias.

## Carrière
In 2014 werd Rodríguez tiende op het nationale kampioenschap tijdrijden voor beloften, waar winnaar Óscar González 49 seconden sneller was. In 2016 werd hij Baskisch kampioen op de weg.
Voor het seizoen 2017 tekende hij een contract bij Equipo Bolivia. Eind april vertrok hij bij de ploeg en deed een stap terug naar het amateurniveau. In juni werd hij tiende in de wegwedstrijd op het nationale kampioenschap.
In 2018 maakte hij de overstap naar Euskadi Basque Country-Murias, waardoor hij dat jaar prof werd.

## Resultaten in voornaamste wedstrijden
|      | \| Jaar \| Waalse Pijl \| Clásica San Sebastián \| \| ---- \| ----------- \| --------------------- \| \| 2018 \| \| 69e \| \| 2019 \| opgave \| \| |                       |
| Jaar | Waalse Pijl | Clásica San Sebastián |
| 2018 | | 69e                   |
| 2019 | opgave |                       |

## Ploegen
- 2017 –  Equipo Bolivia (tot 30 april)
- 2018 –  Euskadi Basque Country-Murias
- 2019 –  Euskadi Basque Country-Murias

Aberasturi · Aristi · Bagües · Barceló · Barrenetxea · Barthe · Bizkarra · Bravo · González · Irizar · Iturria · Loubet · Prades · Ó. Rodríguez · S. Rodríguez · Sáez · Samitier · Sanz · Txoperena · Udondo
Aristi · Bagües · Barceló · Barrenetxea · Barthe · Berrade · Bizkarra · Bravo · González · Intxausti · Irizar · Iturria · López-Cózar · Ó. Rodríguez · S. Rodríguez · Sáez · Samitier · Sanz · Udondo · Viejo